# Scapheremaeus trirugis
Scapheremaeus trirugis är en kvalsterart som beskrevs av Hammer 1958. Scapheremaeus trirugis ingår i släktet Scapheremaeus och familjen Cymbaeremaeidae. Inga underarter finns listade i Catalogue of Life.